# 3167 Babcock
3167 Babcock eller 1955 RS är en asteroid i huvudbältet, som upptäcktes 13 september 1955 av Indiana Asteroid Program vid Indiana University Bloomington med Goethe Link Observatory. Asteroiden har fått sitt namn efter astronomen Horace W. Babcock.
Asteroiden har en diameter på ungefär 13 kilometer.